# Karel Eduard van Charante
Karel Eduard van Charante (* 2. November 1894 in Utrecht; † 1. August 1985 ebenda) war ein niederländischer Faschist.
Van Charante war gelernter Steuerberater und Mitglied des Algemene Nederlandse Fascistenbond (Allgemeiner Niederländischer Faschistenbund [ANFB]), wo er von 1932 bis 1933 bei der Rekonstruierungskommission aktiv war. Als er den ANFB verließ, gründete er im Februar 1933 die Nederlandsche Fascisten Unie (Niederländische Faschistenunion). Er war Spitzenkandidat bei den Parlamentswahlen 1933. Nach dem Zweiten Weltkrieg wurde er wegen Weitergabe von Informationen an das deutsche Heer zum Tode verurteilt.
Später wurde dieses Urteil in eine zwanzigjährige Gefängnisstrafe umgewandelt.
Van Charante war der Enkel des Dichters Nicolaas Antonie van Charante.
| Personendaten    | Personendaten              |
| ---------------- | -------------------------- |
| NAME             | Charante, Karel Eduard van |
| KURZBESCHREIBUNG | niederländischer Faschist  |
| GEBURTSDATUM     | 2. November 1894           |
| GEBURTSORT       | Utrecht                    |
| STERBEDATUM      | 1. August 1985             |
| STERBEORT        | Utrecht                    |